# Le nâu đốm
Dendrocygna guttata là một loài chim trong họ Vịt. Loài này phân bố ở miền nam Philippines đến miền trung Indonesia qua New Guinea. Gần đây người ta phát hiện chúng ở Úc với một vài cá thể ở Weipa, bờ biển tây của Cape York Peninsula.

## Hình

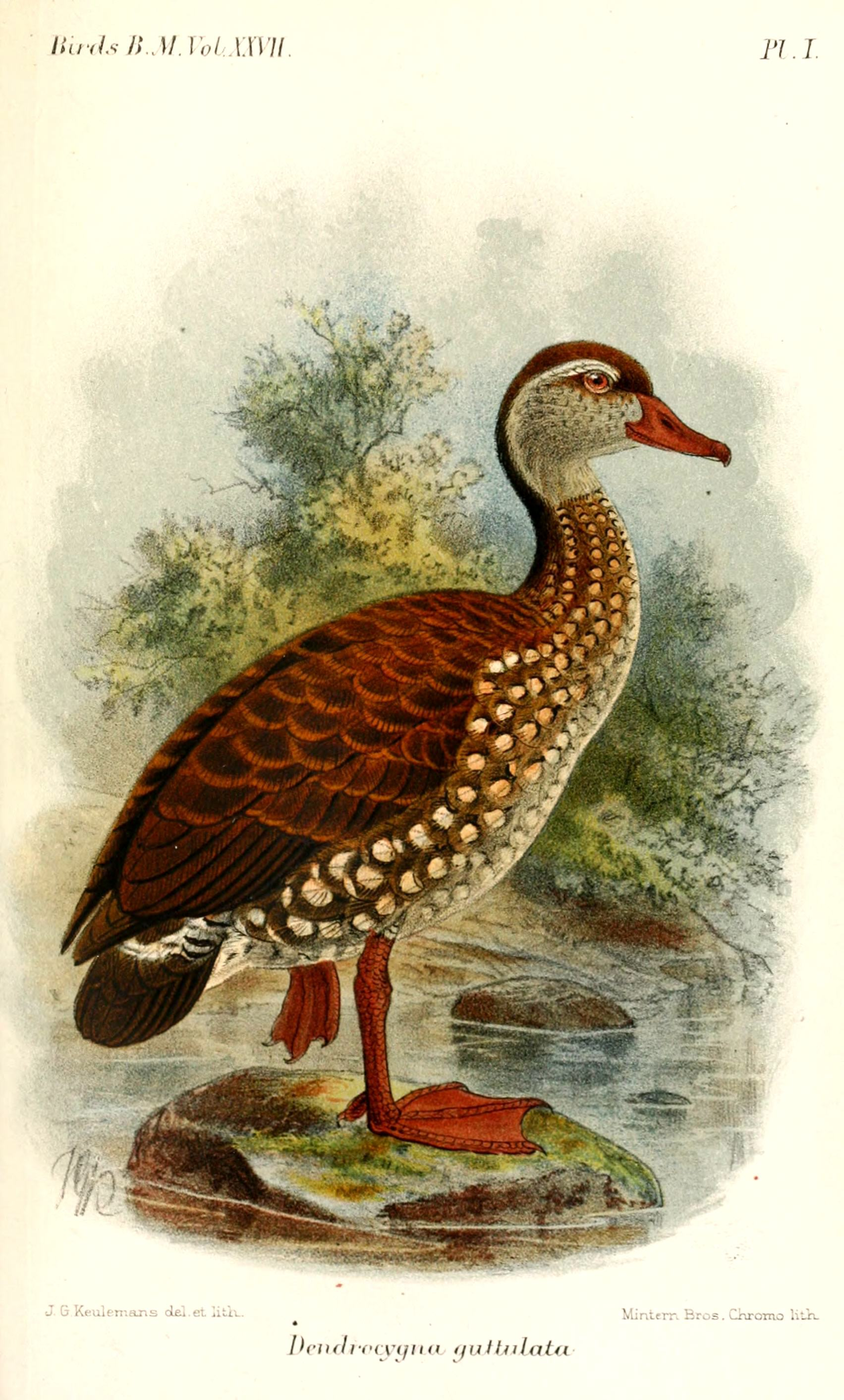
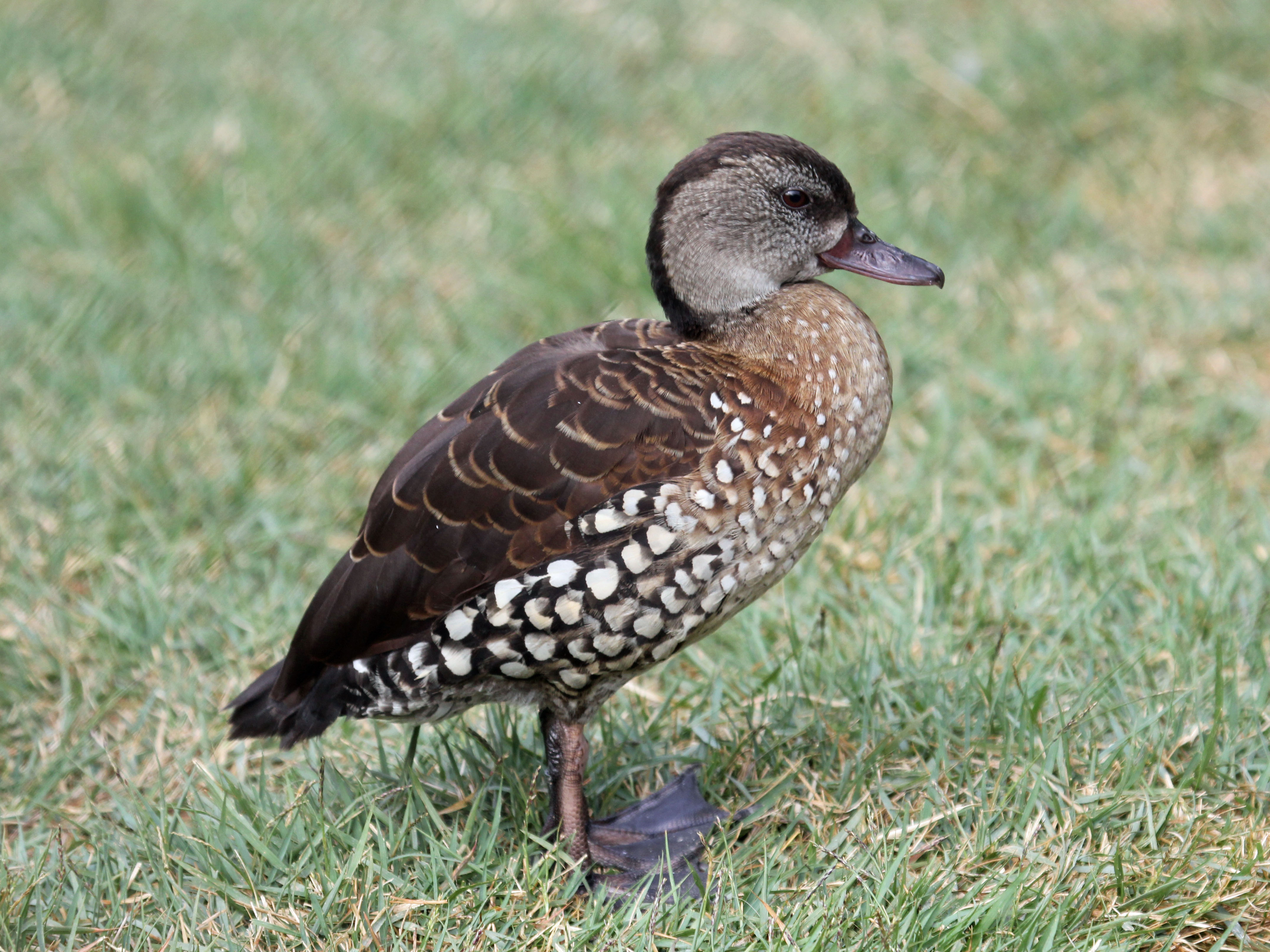
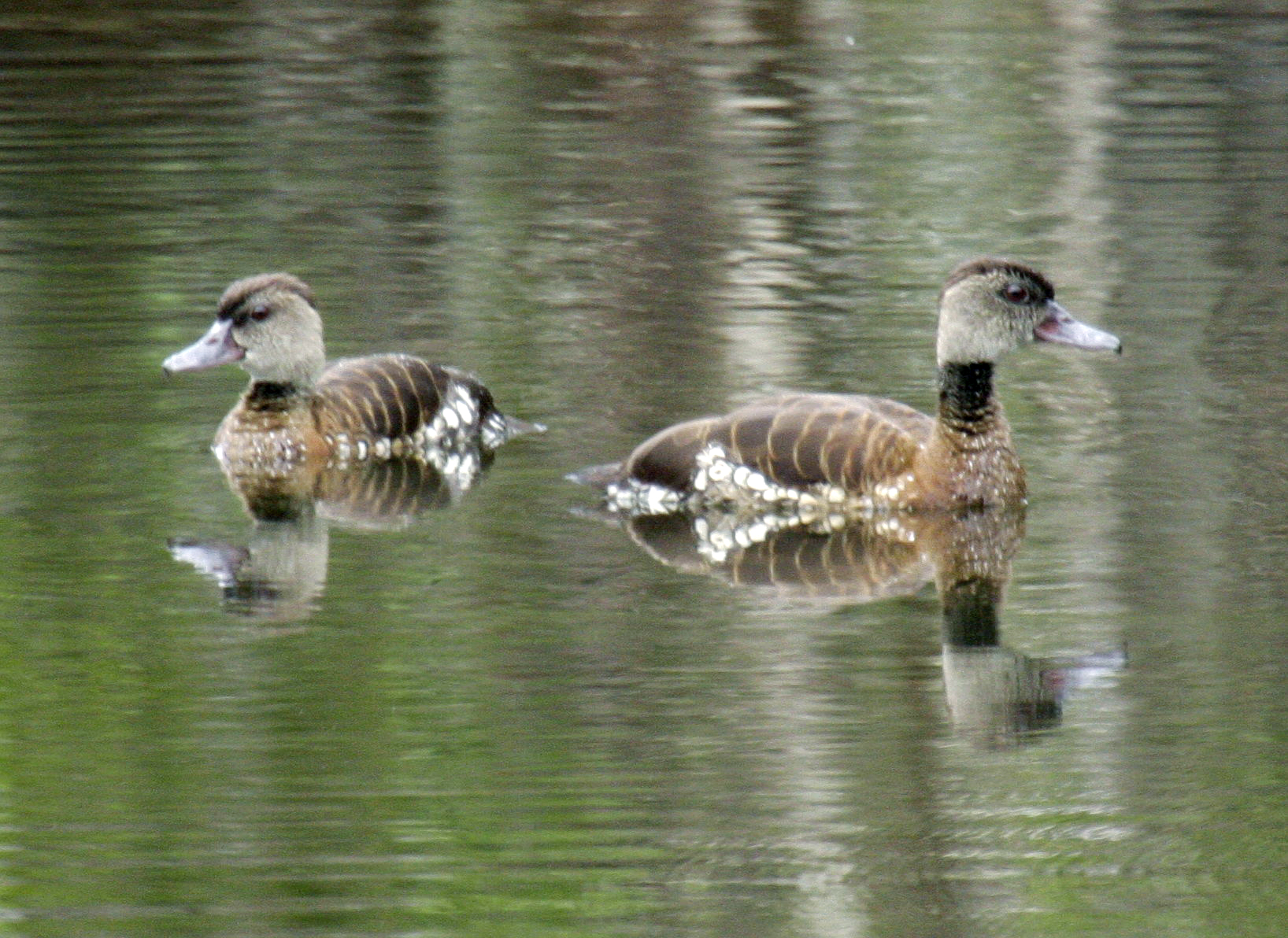
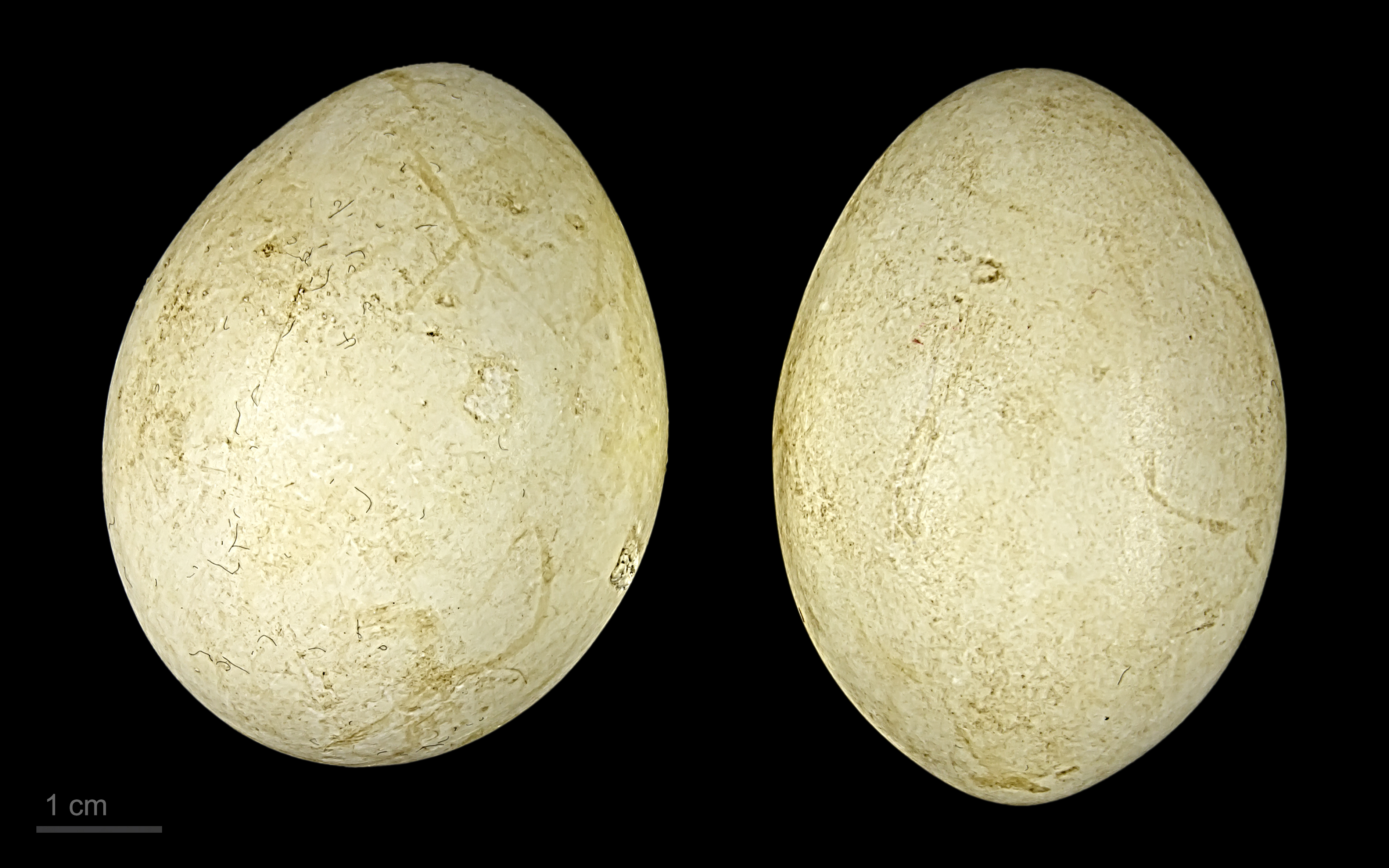
Museum specimen